# 542 Susanna
Az 542 Susanna egy a Naprendszer kisbolygói közül, amit Paul Götz és August Kopff fedezett fel 1904. augusztus 15-én.